# Liste der Kulturgüter in Montagny
Die Liste der Kulturgüter in Montagny enthält alle Objekte in der Gemeinde Montagny im Kanton Freiburg, die gemäss der Haager Konvention zum Schutz von Kulturgut bei bewaffneten Konflikten, dem Bundesgesetz vom 20. Juni 2014 über den Schutz der Kulturgüter bei bewaffneten Konflikten sowie der Verordnung vom 29. Oktober 2014 über den Schutz der Kulturgüter bei bewaffneten Konflikten unter Schutz stehen.
Objekte der Kategorien A und B sind vollständig in der Liste enthalten, Objekte der Kategorie C fehlen zurzeit (Stand: 1. Januar 2023).

## Kulturgüter
| Foto |                                                                                       | Objekt                                                                                                   | Kat. | Typ | Standort                                                              | Beschreibung |
| ---- | ------------------------------------------------------------------------------------- | --- | ---- | --- | --------------------------------------------------------------------- | ------------ |
| ja   | Datei hochladen · Wikidata zu Kirche Notre-Dame-de-l'Immaculée-Conception (Q24951423) | Kirche Notre-Dame-de-l’Immaculée-Conception / Église Notre-Dame-de-l’Immaculée-Conception KGS-Nr.: 02232 | A    | G   | Montagny-les-Monts, Route du Pavement 24 565922 / 184488              |              |
| ja   | Datei hochladen · Wikidata zu Ruinen der Burg von Montagny (Q29696554)                | Ruine der Burg Montagny / Ruines du château de Montagny KGS-Nr.: 02234                                   | A    | G   | Montagny-les-Monts, Pré de l’Étang, Route du Pavement 565998 / 184440 |              |
| BW   | Datei hochladen · Wikidata zu Ehemaliges Rathaus (Q29696538)                          | Ehemaliges Rathaus / Ancienne maison de ville KGS-Nr.: 02233                                             | B    | G   | Montagny-les-Monts, Route du Pavement 30 565935 / 184542              |              |